# Saint-Georges-du-Bois (Sarthe)
Saint-Georges-du-Bois è un comune francese di 1 817 abitanti situato nel dipartimento della Sarthe nella regione dei Paesi della Loira.

## Società

### Evoluzione demografica
Abitanti censiti